# Tmara
Koordinati:   43°37′50″N, 15°54′08″E
Tmara je manjši nenaseljen otoček v srednji Dalmaciji (Hrvaška).
Tmara leži pred vhodom v zaliv Grebaštica okoli 4,5 km jugovzhodno od rta Rat na otoku Zlarin. Površina otočka meri 0,215 km², dolžina obalnega pasu je 2,3 km. Najvišji vrh je visok 32 mnm.